# 菅原茂 (政治家)
菅原 茂（すがわら しげる、1958年（昭和33年）1月28日 - ）は、日本の政治家。宮城県気仙沼市長（4期）。

## 概要
宮城県気仙沼市生まれ。宮城県気仙沼高等学校、東京水産大学水産学部（現・東京海洋大学海洋科学部）卒業。
大学卒業後、株式会社トーメン（現・豊田通商）に入社し、1987年6月から1991年11月までオランダ王国ロッテルダムに駐在。同年12月、トーメンを退社。翌1992年4月から2006年12月まで、株式会社菅長水産に勤務。2007年1月より小野寺五典衆議院議員（自由民主党・宮城県第6区選出）の事務所で勤務し、2009年12月に小野寺の公設第一秘書に就任。
2010年、地元の水産業界や経済界、村井嘉浩宮城県知事らの支援を受け、気仙沼市長選挙に無所属で出馬。民主党・みんなの党が推薦する対立候補を大差で破り、初当選を果たした。4月30日、市長就任。
2018年4月の市長選で3選。投票率は61.31％。
2022年4月17日告示、24日投開票の市長選挙に無投票で4選。